# Сафонова Вікторія Миколаївна
Сафонова Вікторія Миколаївна (нар. 18 квітня 1988) — українська тенісистка, майстер спорту України міжнародного класу. Бронзова призерка Літніх Паралімпійських ігор 2012 року.
Займається настільним тенісом у Кримському республіканському центрі «Інваспорт».